# Felix Zintl
Felix Zintl (* 30. Dezember 1940 in Schönthal bei Dreihacken, Reichsgau Sudetenland) ist ein deutscher Kinderarzt.

## Werdegang
Felix Zintl kam mit seiner Familie 1945 nach Wasungen. Von 1960 bis 1966 studierte er Medizin an der Friedrich-Schiller-Universität Jena und wurde Kinderarzt. 1976 habilitierte er sich, wurde 1987 zum außerordentlichen Professor und 1992 zum Professor ernannt. 2006 trat er in den Ruhestand.
An der Klinik für Kinder- und Jugendmedizin der Universität Jena baute er eine eigenständige Abteilung für Hämatologie und Onkologie auf. 1980 führte er die erste Knochenmarktransplantation an einem Kind in der DDR durch.
1990 gründete er die Kinderhilfestiftung Jena, die die Universitätskinderklinik in Jena mit Spenden in Höhe von bislang etwa fünf Millionen Euro zur Verbesserung der Ausstattung unterstützt.

## Veröffentlichungen
- Klinische Studien zum Aschner-Dagnini-Reflex, 1966
- Immunpathologie und Therapie der akuten Leukose im Kindesalter, 1971
- Immunologische Aspekte der akuten Leukämien im Kindesalter, 1976 (Dissertation)
- Pädiatrische Onkologie (mit Wolfgang Plenert), Thieme Verlag, Leipzig, 1976

## Ehrungen
- Arthur-Schlossmann-Preis
- 1998: Aufnahme in die Sächsische Akademie der Wissenschaften
- 2013: Verdienstkreuz am Bande der Bundesrepublik Deutschland
- 2018: Paracelsus-Medaille der deutschen Ärzteschaft